# AGF Fanclub Aarhus
AGF Fanclub Aarhus er fodboldklubbens AGFs eneste officielle fanklub. Foreningen stiftedes den 9. november 1992 som en af Danmarks første fodboldfanklubber og har siden eksisteret under mottoet: "Vi vil se bold, ikke vold". Fanklubben har de seneste mange år været en fast bestanddel på Århus Stadion, hvor medlemmerne i med- og modgang har markeret deres støtte til Byens Hold, AGF, med flotte og visuelle tifoer. Også på udebane har AGF gennem de seneste mange år nydt godt af den opbakning de trofaste AGF tilhængere har ydet. På trods af nedrykningen fra Superligaen i sommeren 2006 har opbakningen på stadion og i fanklubben været stort set intakt, og man kun oplevet et lille frafald af medlemmer. 

## Medlemmer
Da fanklubben tidliger var på sit højdepunkt havde den godt og vel 2100 medlemmer spredt ud over hele landet (samt enkelte i både Norge, Sverige og Tyskland) men dette antal er nu overgået.
Siden er medlemstallet som sagt faldet, men fanklubben har stadig hele seks forskellige lokalafdelinger rundt omkring i landet hvor medlemmerne bl.a. arrangerer fælles transport til AGF`s kampe, både på hjemmebane og udebane.
Ud over en forholdsvis stor medlemsskare kan fanklubben også bryste sig af at have kendte medlemmer som  
På Århus Stadion holder fanklubben til på afsnittene omkring C2 og C3 sammen med andre fanfraktioner såsom Nýsir.

## Aktiviteter
Fanklubben har en række faste årlige aktiviteter, såsom sommertræning hvor klubbens yngste medlemmer kan træne med spillerne fra AGFs førstehold, flere forskellige medlemsfester, besøg og rundtur på Ceres plus, produktion af gratis kalender plus meget mere.